# Astroblepus caquetae
Astroblepus caquetae är en fiskart som beskrevs av Fowler, 1943. Astroblepus caquetae ingår i släktet Astroblepus och familjen Astroblepidae. Inga underarter finns listade.